# 青柳城

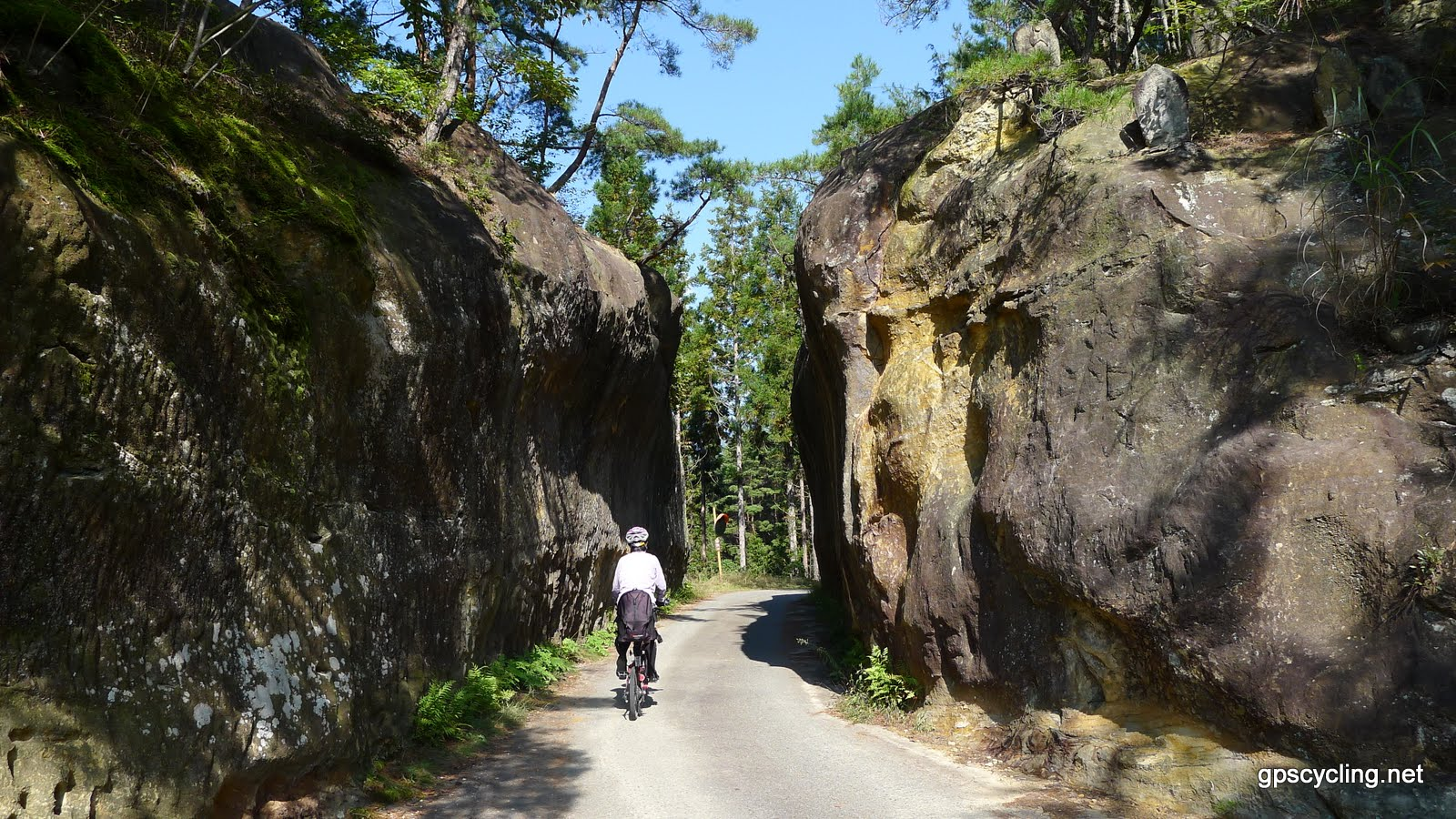
切通し

青柳城（あおやぎじょう）は、長野県東筑摩郡筑北村坂北にあった日本の城（山城）。「青柳氏城館跡」として長野県指定史跡。

## 概要
青柳城はこの地の豪族で、麻績氏の一族である青柳氏の城であった。
信濃守護の小笠原長時が武田晴信に敗れた後、小笠原氏に臣従していた青柳清長は武田氏に従った。
天文22年（1553年）の第一次川中島の戦いでは、晴信が一時青柳城を居城とした。また、この合戦では長尾景虎（上杉謙信）は更級郡から筑摩郡へ進出し、青柳城に放火した。
武田氏滅亡後、青柳頼長は上杉景勝に従い、信濃府中を回復した小笠原貞慶と青柳城・麻績城を争い、後に和議を結んだが、天正15年（1587年）には深志城（松本城）で誅殺される。その後は小笠原氏の家臣の松林氏が在番したが、慶長年間には廃城になった。
現在は青柳城址公園として整備され、模擬城門などが復元されている。曲輪、堀切など遺構もよく残っており、一の曲輪には小笠原貞慶時代の布目積みの石垣を見ることができる。
頼長の息子・青柳清庵はのちに真田家臣となる。慶長5年（1600年）の真田昌幸の九度山行きに随行した16名のうち、真田信繁（幸村）と大坂入城した数少ないひとりである。昌幸死後、他の家臣が上田に戻っていったのに対して、高梨内記と青柳清庵の2人は信繁と共に九度山にとどまり大坂の陣に出陣。 最後は大坂夏の陣にて信繁と共に討死したとみられている。

## 館跡
現在の清長寺付近が館跡である。清長寺は、天正元年（1573年）、青柳城主・青柳頼長が父・清長の菩提を弔うために創建した。小笠原氏が青柳氏を滅亡させた後、居館跡の現在地に寺を移して整備した。

## 切通し
天正8年（1580年）青柳頼長が切り開き、麻績宿から青柳宿への通行を容易にした。江戸時代には享保元年（1716年）、明和6年（1769年）、文化6年（1809年）の3回にわたって切り下げた記録が切通しの岩に刻まれている。周辺には百体観音が安置された。『善光寺道名所図会』には「是によりて旅人ともに牛馬の往来いささかも煩はしき事なく野を越え山を越して麻績宿に到る」とある。
最も大きい切通しで高さ6メートル、幅3メートル、長さ27メートルで史跡に指定されている。